# Ashes Tour 1993
Die Ashes Tour 1993 war die Tour der australischen Cricket-Nationalmannschaft, die die 57. Austragung der Ashes beinhaltete, und wurde zwischen dem 19. Mai und 23. August 1993 ausgetragen. Die internationale Cricket-Tour war Teil der internationalen Cricket-Saison 1993 und umfasste sechs Test-Matches und drei ODIs. Australien gewann die Test-Serie mit 4–1 und sicherte sich die Ashes damit zum 29. Mal. Ebenfalls gewann Australien die ODI-Serie mit 3–0.

## Vorgeschichte
Für beide Mannschaften war es die erste Tour der Saison. Beide Mannschaften trafen sich vorher beim Cricket World Cup in Australien und Neuseeland. Das letzte Aufeinandertreffen bei einer Tour fand in der Saison 1990/91 in Australien statt.

## Stadien
Für die Tour wurden folgende Stadien als Austragungsorte vorgesehen.
| Stadion                     | Stadt      | Kapazität | Spiele           |
| --------------------------- | ---------- | --------- | ---------------- |
| Edgbaston Cricket Ground    | Birmingham | 24.803    | 2 ODI & 5. Test  |
| Headingley Stadium          | Leeds      | 17.000    | 4. Test          |
| Lord’s Cricket Ground       | London     | 30.000    | 3. ODI & 2. Test |
| The Oval                    | London     | 23.500    | 6. Test          |
| Old Trafford Cricket Ground | Manchester | 19.000    | 1 ODI & 1. Test  |
| Trent Bridge                | Nottingham | 15.350    | 3. Test          |

## Tour Matches
| 30. April Scorecard | Radlett | Australians 292-3 (55/55)       | – | England Amateurs 198 (45/55) |
|                     |         | Australians gewinnt mit 94 Runs |   |                              |

| 3. Mai Scorecard | London (Lord’s) | Australians 243-5 (55/55)       | – | Middlesex 174 (48.1/55) |
|                  |                 | Australians gewinnt mit 69 Runs |   |                         |

| 5. – 7. Mai Scorecard | Worcester | Australians 262 (86.5) & 287-5 (54.5) | – | Worcestershire 90 (33.5) & 458-4d (108.1) (f/o) |
|                       |           | Australians gewinnt mit 5 Wickets     |   |                                                 |

| 8. – 10. Mai Scorecard | Taunton | Australians 431 (90.4) & 40-0d (11.3) | – | Somerset 151-4d (47) & 285 (77.3) |
|                        |         | Australians gewinnt mit 35 Runs       |   |                                   |

| 13. – 15. Juni Scorecard | Hove | Sussex 353 & 92-4 | – | Australians 490-5d |
|                          |      | Remis             |   |                    |

| 16. Mai Scorecard | Northampton | Northamptonshire 273-2 (55/55)          | – | Australians 183-2 (39/53) |
|                   |             | Northampton gewann mit höherer Run Rate |   |                           |

| 25. – 27. Mai Scorecard | London (Oval) | Australians 379-9d & 171-4d     | – | Surrey 231 & 144 |
|                         |               | Australien gewinnt mit 174 Runs |   |                  |

| 29. – 31. Mai Scorecard | Leicester | Australians 323-3d (107) & 88-4d (21.5) | – | Leicestershire 168-7d (66) & 146 (54.3) |
|                         |           | Australians gewinnt mit 179 Runs        |   |                                         |

| 9. – 11. Juni Scorecard | Birmingham | Australians 317-7d (89.5) | – | Warwickshire 184-8 (61.3) |
|                         |            | Remis                     |   |                           |

| 12. – 14. Juni Scorecard | Bristol | Gloucestershire 211 (85) | – | Australians 400 (88.2) |
|                          |         | Remis                    |   |                        |

| 23. – 25. Juni Scorecard | Oxford | Australians 388-5d (74) & 233-6d (50.5) | – | Combined Universities 298-7d (96.5) & 157 (53.3) |
|                          |        | Australians gewinnt mit 166 Runs        |   |                                                  |

| 22. – 26. Juni Scorecard | Southampton | Australians 393-7d (88) & 271-7d (65) | – | Hampshire 374-5d (80) & 220-6 (64) |
|                          |             | Remis                                 |   |                                    |

| 8. Juli Scorecard | Stone | Australians 230 (54.3/55)       | – | Minor Counties 172 (48.3/55) |
|                   |       | Australians gewinnt mit 58 Runs |   |                              |

| 10. Juli Scorecard | Dublin | Australians 361-3d               | – | Irland 89 |
|                    |        | Australians gewinnt mit 272 Runs |   |           |

| 13. – 15. Juli Scorecard | Derby | Derbyshire 305 (74) | – | Australians 268-1 (44) |
|                          |       | Remis               |   |                        |

| 17. – 19. Juli Scorecard | Durham | Durham 385-8d | – | Australians 221 & 295-3 (f/o) |
|                          |        | Remis         |   |                               |

| 22. – 26. Juni Scorecard | Manchester | Australians 282-3d & 194-8d      | – | Lancashire 250-7d & 228-5 |
|                          |            | Lancashire gewinnt mit 5 Wickets |   |                           |

| 31. Juli – 2. August Scorecard | Neath | Australians 414-4d & 235-7d | – | Glamorgan 363-8d & 169-6 |
|                                |       | Remis                       |   |                          |

| 11. – 13. August Scorecard | Canterbury | Australians 391-4d (122) & 34-0d (9) | – | Kent 114-2d (32) & 222 (73.2) |
|                            |            | Australians gewinnt mit 89 Runs      |   |                               |

| 16. – 18. August Scorecard | Chelmsford | Australians 357-6d (90) & 218 (59.1) | – | Essex 268 (82.3) & 277-9 (72) |
|                            |            | Remis                                |   |                               |

## One-Day Internationals

### Erstes ODI in Manchester
| 19. Mai Scorecard | Manchester | Australien 258-9 (55)         | – | England 254 (54.1) |
|                   |            | Australien gewinnt mit 4 Runs |   |                    |

### Zweites ODI in Birmingham
| 21. Mai Scorecard | Birmingham | England 277-5 (55)               | – | Australien 280-4 (53.3) |
|                   |            | Australien gewinnt mit 6 Wickets |   |                         |

### Drittes ODI in London
| 23. Mai Scorecard | London (Lord’s) | Australien 230-5 (55)          | – | England 211 (53.1) |
|                   |                 | Australien gewinnt mit 19 Runs |   |                    |

## Test Matches

### Erster Test in Manchester
| 3.–7. Juni Scorecard | Manchester | Australien 289 (112.3) & 432-5d (130) | – | England 210 (74.5) & 332 (120.2) |
|                      |            | Australien gewinnt mit 179 Runs       |   |                                  |

### Zweiter Test in London
| 17.–21. Juni Scorecard | London (Lord’s) | Australien 632-4d (196)                          | – | England 205 (99) & 365 (165.5) (f/o) |
|                        |                 | Australien gewinnt mit einem Innings und 62 Runs |   |                                      |

### Dritter Test in Nottingham
| 1.–6. Juli Scorecard | Nottingham | England 321 (118.4) & 422-6d (155) | – | Australien 373 (108.3) & 202-6 (76) |
|                      |            | Remis                              |   |                                     |

### Vierter Test in Leeds
| 22.–26. Juli Scorecard | Leeds | Australien 653-4d (193)                           | – | England 200 (82.5) & 305 (127) (f/o) |
|                        |       | Australien gewinnt mit einem Innings und 148 Runs |   |                                      |

### Fünfter Test in Birmingham
| 5.–9. August Scorecard | Birmingham | England 276 (101.5) & 251 (133.2) | – | Australien 408 (149.5) & 120-2 (43.3) |
|                        |            | Australien gewinnt mit 8 Wickets  |   |                                       |

### Sechster Test in London
| 19.–23. August Scorecard | London (The Oval) | England 380 (101.5) & 313 (119.2) | – | Australien 303 (94.4) & 229 (81.1) |
|                          |                   | England gewinnt mit 161 Runs      |   |                                    |